# Останино (Алапаєвський міський округ)
Оста́нино (рос. Останино) — село у складі Алапаєвського міського округу (Верхня Синячиха) Свердловської області.
Населення — 451 особа (2010, 440 у 2002).
Національний склад населення станом на 2002 рік: росіяни — 98 %.